# ديربي مدريد لكرة السلة
ديربي مدريد لكرة السلة (بالإسبانية: Derbi madrileño)‏ يطلق هذا الاسم على مباريات كرة السلة التي تجمع بين فريقي العاصمة الإسبانية إستوديانتيس وريال مدريد ، وكلاهما من مدينة مدريد . يتشارك الفريقان حاليًا لعب المباريات على صالة بلاسيو دي ديبورتس دي لا كوميونداد.
حتى عام 2021، كان إستوديانتيس وريال مدريد، إلى جانب نادي جوفينتوت بادالونا، الفرق الوحيدة التي لعبت جميع المواسم في دوري الدرجة الأولى. ومع ذلك، هبط فريق إستوديانتيس إلى دوري القسم الثاني الإسباني لكرة القدم (LEB Oro) بعد احتلاله المركز الثامن عشر في موسم 2020-21 .

## التاريخ

### المباريات الاولى
أقيمت المباراة الأولى بين الفريقين في 5 مارس 1950 على صالة فييستا أليجري فرونتون ، كجزء من كأس CAVE. فاز ريال مدريد بتلك المباراة بنتيجة 53-38. وبعد خمسة أيام، فاز ريال مدريد مرة أخرى بنتيجة 35–30. 
كما فاز إستوديانتيس بأول مباراة ديربي له في 14 يناير 1952، بفوزه على الميرينجي 31-29. 

### الدوري الوطني ونهائي الكأس
في عام 1957، أصبح كلا الناديين مؤسسي الدوري الوطني الجديد وكانا اثنين من الفرق الستة التي لعبت في الموسم الافتتاحي. فاز ريال مدريد بنسخة الأولى للدوري. أقيمت جميع المباريات التي أقيمت في مدريد على صالة فييستا أليجري. فاز ريال مدريد بالمباراة الأولى من الدريبي بنتيجة 76–61 وفاز إستوديانتيس بالمباراة الثانية بنتيجة 68–63. 
في 6 مايو 1962، فاز ريال مدريد على إستوديانتس في نهائي كأس الملك ، الذي أقيم في برشلونة ، بنتيجة 80-66. ومع ذلك، انتقم إستوديانتيس لخسارته في النسخة التالية وحقق لقبه الأول بفوزه 64-60 على نادي فرونتون أوروميا في صالة سان سيباستيان . 
خسر ريال مدريد الدوري الإسباني 1966–67 لصالح جوفينتوت بادالونا، بعد خسارته في الجولة الأخيرة أمام إستوديانتيس، بنقطة في اللحظة الأخيرة من إيميليو سيجورا. 
أقيمت أول مباراة ديربي تنتهي بالتعادل في 16 مارس 1972 في مباراة في كأس الملك، حيث اشارة النتيجة إلى 73-73.
التقى إستوديانتيس وريال مدريد في نهائيين آخرين في عامي 1973 و1975. حقق ريال مدريد فوزا كبيرا على إستوديانتيس في المباراتين بنتيجة 123-79، وهو أعلى فوز في مباراة نهائية حتى تلك اللحظة، و114-85.
حدث التعادل الثاني في 9 نوفمبر 1980، وهي مباراة أنتهت بنتيجة 94-94 في موسم 1980-81 ، حيث احتل إستوديانتيس المركز الثاني. 
في عام 1983، أصبح كلا الناديين من الأعضاء المؤسسين لرابطة أندية كرة السلة ، وهي الجمعية التي ستنظم دوري ACB ،الذي سيحل محل دوري Liga Nacional.
في 28 مارس 1987، التقى إستوديانتيس وريال في ربع نهائي دوري موسم 1986-87 . وفي المباراة الثانية من السلسلة، فاز إستوديانتيس بنتيجة 123-115 بعد لعب ثلاثة أشواط إضافية.

### التسعينيات: انتقال ألبرتو هيريروس
في 17 ديسمبر 1992، التقى الناديان لأول مرة في مسابقة أوروبية. كجزء من مرحلة المجموعات في مسابقة الدوري الأوروبي لكرة السلة موسم 1992–93 ، فاز ريال مدريد بنتيجة 73–69. كما فاز الفريق الأبيض في مباراة الإياب بنتيجة 71–79. 
في 14 سبتمبر 1996، وقع ريال مدريد مع كابتن إستوديانتس ألبرتو هيريروس مقابل 230 مليون بيزيتا .  بدأ أنصار إستوديانتيس في الإشارة إليه باعتباره "خائنًا"، بعد أن صرح بإنه ترك النادي "ليكون قادرًا على الفوز بالألقاب". 
تم لعب ديربيات أوروبية جديدة خلال بطولة الدوري الأوروبي لكرة القدم موسم 1997-98 . فاز ريال مدريد بالمباراة الأولى بنتيجة 75-64 وفاز إستوديانتس بالمباراة الثانية بنتيجة 68-65، ليحقق في النهاية إستوديانتيس التأهل إلى دور الستة عشر بعد أسبوعين.

### الألفية: نصف نهائي الدوري والمشاجرة في 2004
في 3 أكتوبر 2004، فاز ريال مدريد في المباراة الافتتاحية للدوري بنتيجة 86–77. اشتهرت تلك المباراة بسبب مشاجرة حيث ركل روبين غارسيس ألبرتو هيريروس .  

## إحصائيات المواجهات المباشرة
آخر تحديث 15 فبراير 2021.
| مسابقة                | الموجهات | فوز إستوديانتيس | تعادل | فوز ريال مدريد |
| --------------------- | -------- | --------------- | ----- | -------------- |
| الدوري الوطني         | 60       | 8               | 1     | 51             |
| الدوري الأسباني       | 81       | 22              | 0     | 59             |
| تصفيات ACB            | 33       | 14              | 0     | 19             |
| كأس الملك             | 26       | 5               | 1     | 20             |
| الدوري الأوروبي       | 6        | 2               | 0     | 4              |
| كأس أوروبا لكرة السلة | 2        | 0               | 0     | 2              |
| الإجمالي              | 208      | 51              | 2     | 155            |

## روابط خارجية
- الموقع الرسمي لنادي ريال مدريد
- الموقع الرسمي لنادي استوديانتيس